# 칸자시

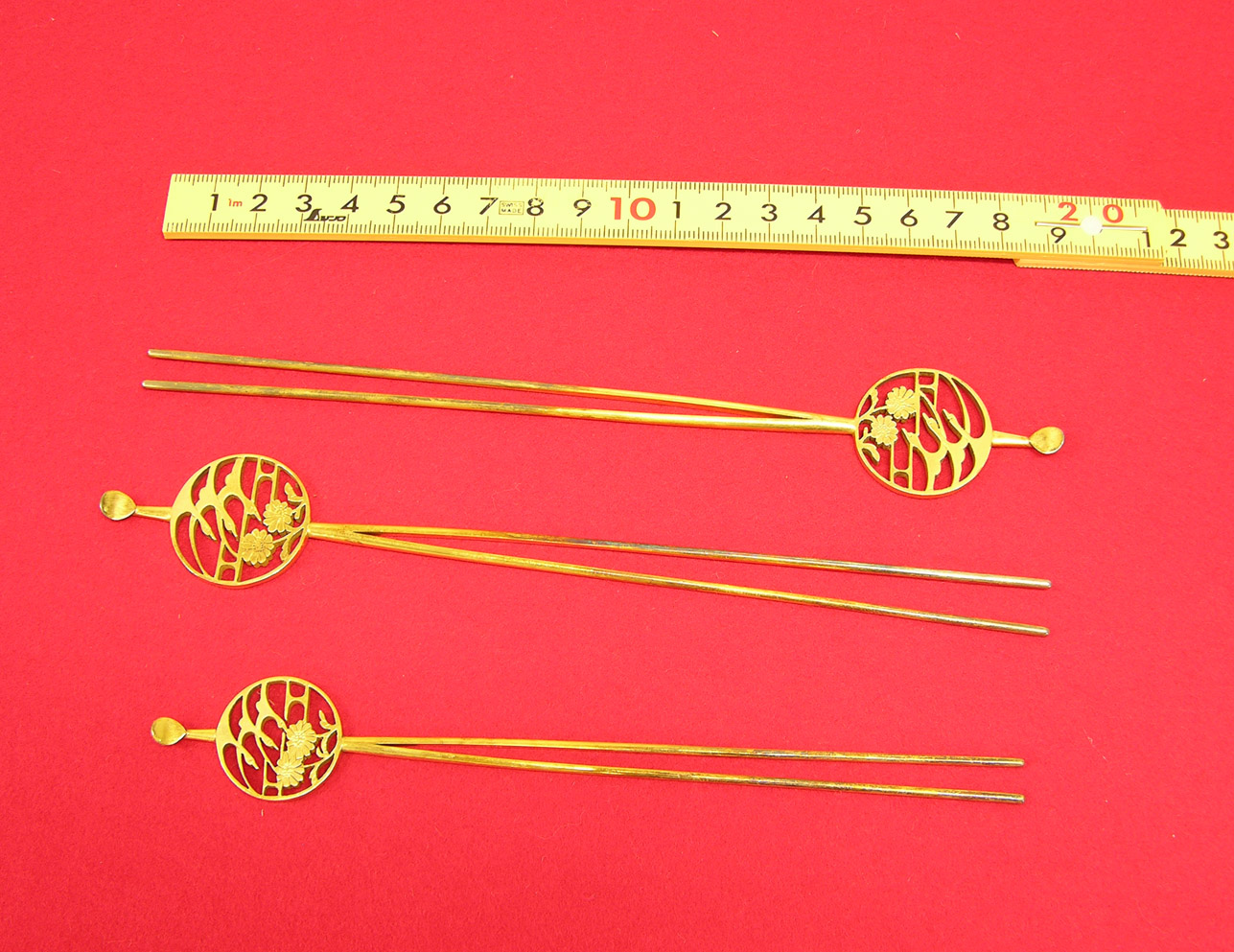
년대불명. 놋쇠의 금도금. 같은 길이의 물건 한쌍과 조금 작은 것 총 3개로 한 세트이다.

칸자시(일본어: 簪)는 마게를 올린 후, 머리에 꽂아 모양을 유지하거나 장식에 사용하는 일본의 전통 머리 장신구이다. 한자 뜻 자체는 '비녀'를 뜻하기에, "일본 비녀"라고도 불린다.
영어로는 hair slide, hair stick으로 번역되지만, 일본의 전통 장신구이기 때문에 kanzashi 라고도 통용된다.

## 개요

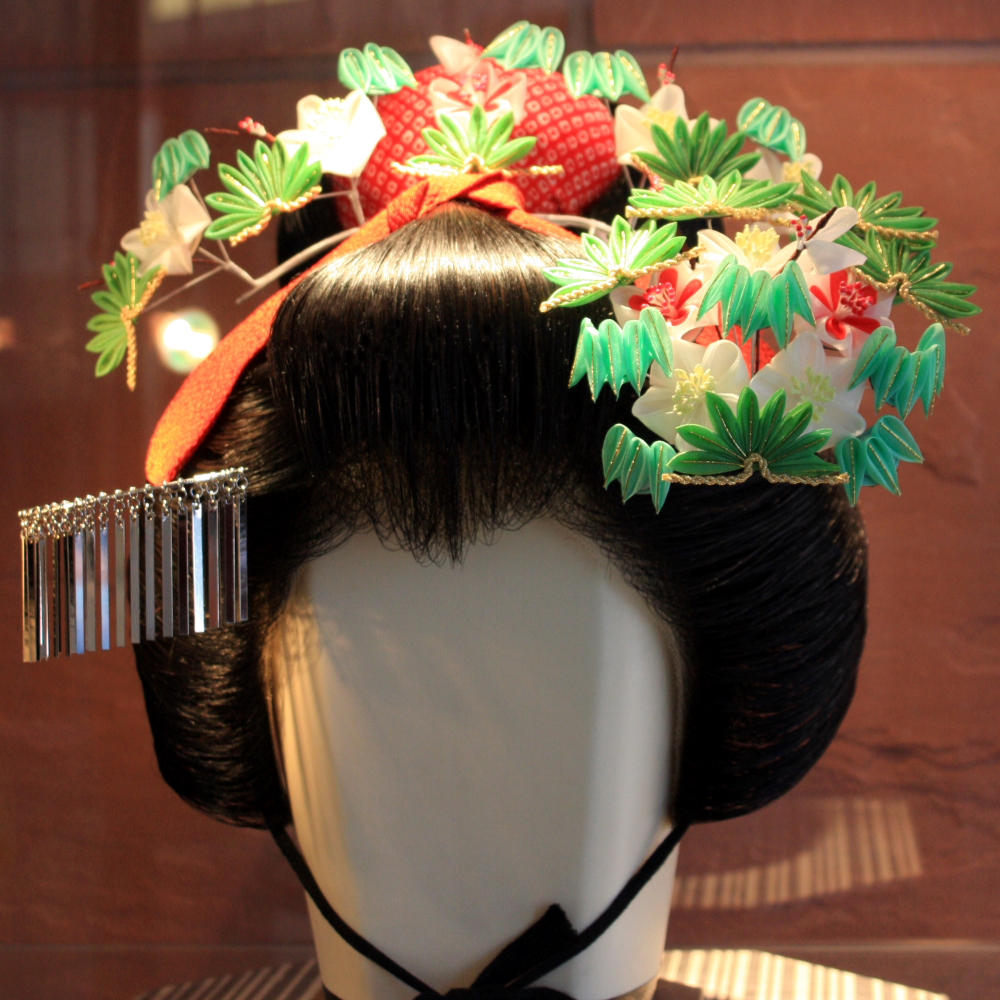
현대의 츠마미칸자시. (하부타에, 금속철사, 철사)

일본에서는 에도 시대 중기 이후 다양한 머리 모양이 생겨났고, 그로인해 칸자시가 머리 장식으로 발달했다.
칸자시의 원재료는 옻칠을 한 나무 (회양목, 오동나무, 목련, 벚나무 등), 금이나 은을 도금한 금속 (근대에는 강도 면에서 놋쇠가 일반적), 별갑, 상아, 비단과 같은 광범위한 재료에서, 최근에는 플라스틱 (플라스틱에도 여러 종유가 있다)도 이용된다. 장식 부분에는 산호, 마노, 비취, 석영 등도 이용했다. 희귀한 것으로는 행운을 빌어다준다는 학의 뼈로 제작했다는 것까지 있다. 금공, 별갑 등 소재에 따라 장인의 수비 범위는 다르다.
에도 시대 초기의 비녀는 현존하는 것이 품질과 재질 면에서 모두 귀중한 것이어서 희소가치가 있는 수집가들의 아이템이기도 하다. 그 중에서도 메이지 초기의 베이클라이트로 만들어진 칸자시는 매우 귀한 골동품이다.
장착법에는 많은 종류와 양식이 존재한다. 예를 들어 게이샤가 어떤 비녀를 어떻게 착용하느냐에 따라 "츠우(通)"나 "스이진(粋人)" 등 정통한 놀이객에게는 그들의 지위를 판별할 수 있다. 
특히 화류계 여성들 사이에서는 니혼가미 묶는 법이나, 비녀를 착용하는 위치는 착장자의 지위나 입장에 준한다. 마이코는 선배 게이샤에 비해 아래로 쳐진 화려한 칸자시를 착용하지만, 계급이 올라갈 수록 입장에 따른 머리 모양이나 칸자시도 단계적으로 바뀐다.

### 쿠시(빗)와 칸자시
쿠시 중 사시구시(挿櫛)는 묶은 머리칼의 흐트러짐을 정돈하는 역할 외에 머리 장식으로도 사용된다.
빗은 쿠시(くし)로 부르고, 쿠시(苦死)로도 해석되서 선물할 때에는 목록상으로는 칸자시 혹은 머리장식으로 부르는 것이 드물지 않았다.

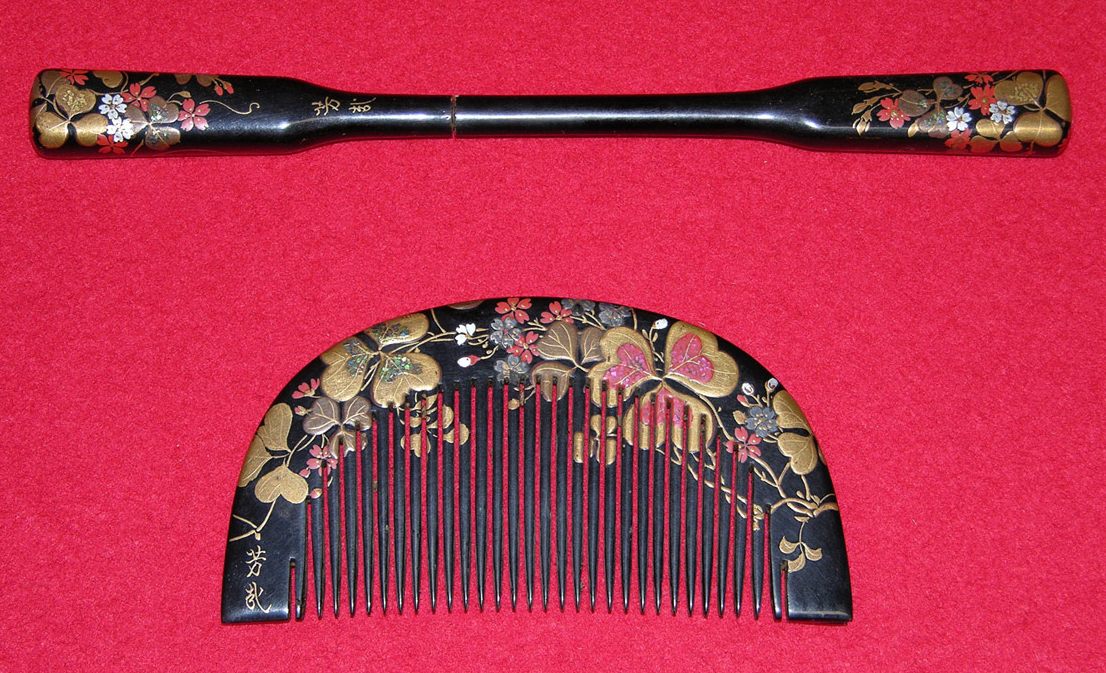
코가이와 쿠시

### 코가이와 칸자시
코가이(笄)는 원래 머리를 쓸어올려 마게를 만드는 도구이다. 그러나, 머리를 올린 후에 머리를 장식하는 것으로 변화하였다. 에도 시대 중기 무렵에는 코가이와 칸자시의 구별이 어려워 동일시되었던 적도 있다. 이후, 칸자시에는 귀이개가 붙는 등의 형상 변화가 더해져, 코가이와는 다른 머리 장식으로 발전하였다.
귀이개를 달게 된 이유에 대해서는 여러 가지 설이 있다.
- 에도 시대에는 사치를 금지한 언급이 종종 발령되었다 (무가나 쵸닌을 대상으로 한 "하녀의류직단지정"은 간분 3년 발령). 그래서 비녀에 귀이개를 달아 생활용품인 것처럼 보이게 해 사치품 단속을 피하는 이유로 추가했다는 설
- 조쿄 무렵에 타카하시 무네츠네라는 인물이, 한 상인에게 비녀에 귀이개를 추가하면 유행할 것이라고 주언하여 상인이 시험삼아 만들어 본 것이 세상에 유행했다는 설

현대 일본식 복장의 신부 비녀도 끝이 귀이개처럼 휘어져 있다.

## 역사
일본에서의 칸자시의 시작은 죠몬 시대 무렵까지 거슬러 올라갈 수 있다. 그 무렵의 고대 일본에서는 한 가닥 끝의 뾰족한 가느다란 막대기에 저주의 힘이 깃든다고 믿었고, 그것을 머리에 꽂음으로써 재앙신을 물리칠 수 있다고 생각했던 것 같다. 또한, 이를 묶은 빗의 원형이라고 할 수 있는 출토품도 있다.
이후, 나라 시대에 들어와서 중국으로부터 다양한 문화와 함께 머리 장식도 전해져 왔다. 처음에는 일본에 전래되었지만, 그 후, 스베라카시(垂髪)가 주류인 헤이안 시대의 국풍 양식에 밀려 없어지고 만다. 그래서 요즘 "칸자시"라고 부르면 머리 장식 전체적인 것을 가리키는 명칭이었다. 나라 시대부터 헤이안 시대에는 사이시(釵子)라는 금속봉을 구부린 두개의 도구가 사용되었다.
가마쿠라 시대에서 무로마치 시대에 여성용 머리 장식으로 발전하였다.
아즈치모모야마 시대 무렵, 타레카미(垂髪)라고 불리는 정직하고 긴 머리에서 니혼가미라고 불리는 다양한 머리로 헤어스타일이 변천할 때, 머리 장식으로는 우선 칸자시가 사용되었다. 에도 시대에 들어서면서, 보다 폭넓은 용도로 이용되고 긴급시에는 방어를 위해 사용되었다고도 전해진다.
에도 시대 중기 이후, 머리 묘양이 복잡화 및 대형화 되면서 쿠시나 코가이와 함께 여자의 필수품이 되어갔으나, 궁중 행사 등을 제외하고 남자의 의상 풍속에서는 사라졌다. 다만, 이 무렵에도 류큐왕국에서는 금속제 칸자시 지퍼(ジーファー)를 남녀 모두 착용하였으며, 신분에 따라 재질에도 규정이 있었다.
에도 시대 말기에 가장 크게 융성했으며, 머리장식 전문 장식 장인들이 기술의 정수를 담은 히라우치칸자시(平打簪), 옥칸자시(玉簪), 꽃칸자시(花簪), 비라비라칸자시(びらびら簪) 등 다양한 종류의 비녀가 있다.
근대에는 서양식 헤어스타일의 유행과 함께 다소 시들해져, 신전결혼에서의 신부나, 게이샤나 마이코 등의 여성들이 니혼가미를 묶는 경우에 사용되지만, 젊은 일본 여성들 사이에서 다시 각광을 받고 있다.

## 어원

### 비녀(簪)
한자어 "簪"는 중국에서 사용된 머리띠를 가리킨다 (원래 관을 고정하기 위한 도구로 본래 남성용이라는 설도 있다). 簪라는 한자 속에 있는 송곳니를 닮은 글자는 바로 旡자로, 이는 머리카락 속으로 파고드는 비녀 모양을 그린 상형문자이다. 대나무 비녀가 많았기 때문에, 나중에 대나무 비녀를 첨가하고 아래에 "曰" (인간의 언행을 나타내는 기호)을 곁들여 簪 (산 / 칸자시)라고 쓰게 되었다고 한다.
남녀 모두 머리를 기르는 습관이 있던 중국에서는 남성이 지위 및 직종을 나타내는 관을 머리에 고정하기 위한 중요한 실용품이기도 했다. 귀족은 상아, 서민은 나무로 만든 것을 사용한다. 여성들이 사용한 머리장식은 簪이 아니라 釵(머리에 꽂는 부분이 두갈래로 갈라진 머리장식), 나전(鈿, 금속을 납작하게 늘려 잘라낸 세공물, 앞쪽 이마 등에 꽂았다)라고 했다. 또, 釵 자도 비교적 빈번하게 여자의 "비녀"에 비추어졌던 것 같지만, 천보 연간 경에는 釵는 거의 구축되었을 것으로 생각된다.

### 칸자시(かんざし)
일본어의 칸자시는 원래 머리꽂이(髪挿し)에서 유래한다고 알려져 있다. 꽃을 장식한 것에서 꽃을 꽂다(花を挿す)=카자시(花挿し)가 변화한 것이라는 설도 있다. 상고 사람들이 생화를 머리에 꽂는 카자시(挿頭花)에서 유래했다는 설도 있다. 『겐지모노가타리』 「단풍의 축하(紅葉の賀)」에서 히카루 겐지가 흰 국화를 관에 장식한 장면에서 당시의 칸자시(挿頭)의 모습을 볼 수 있다. 이 습속은 현대에도 「아오이노카자시」에 남아있다.

## 재질
본체 부분은 금속으로는 은, 주석, 놋쇠 (메이지 무렵에는 플래티너도) 등 희귀품인 유리나 별갑에 침향이나 백단과 같은 향목, 여름용으로 수정이 사용되기도 했다 (약하고, 실용으로는 견딜 수 없어 남아있는 것이 적다). 서민은 나무나 별갑 대용으로 소나 말발굽 등을 사용했지만, 현재는 플라스틱 (아크릴수지, 셀룰로오스 아세테이트수지, 카제인계 수지 등)이 주류이다. 별갑에서는 반점이 없는 것이 가장 고가이며, 반점이 없는 부분만을 특별히 시로(白) 또는 시로코(白甲)라고 부른다.
장식 부분에는 귀금속, 귀석, 준귀석, 호박, 산호 등이 사용되며, 셀룰로이드 등이 사용되기도 하였다. 이외에도 유리와 명석옥이라는 초석 가루와, 안료를 달걀 흰자로 굳힌 모조 산호 등도 있다.

## 일본의 칸자시

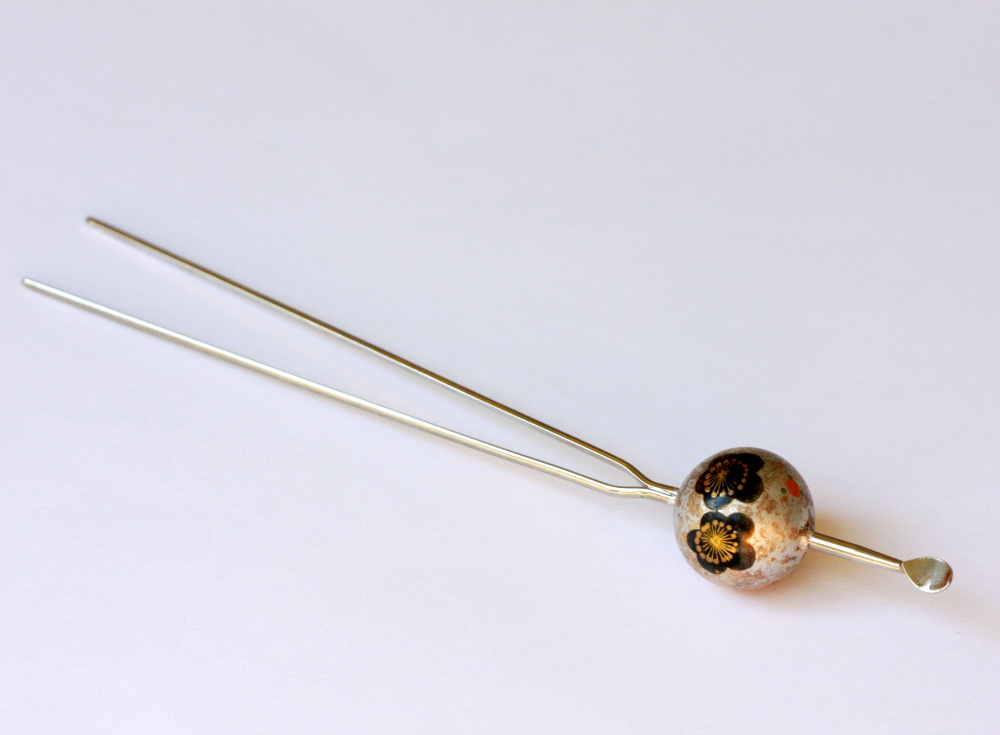
타마노칸자시

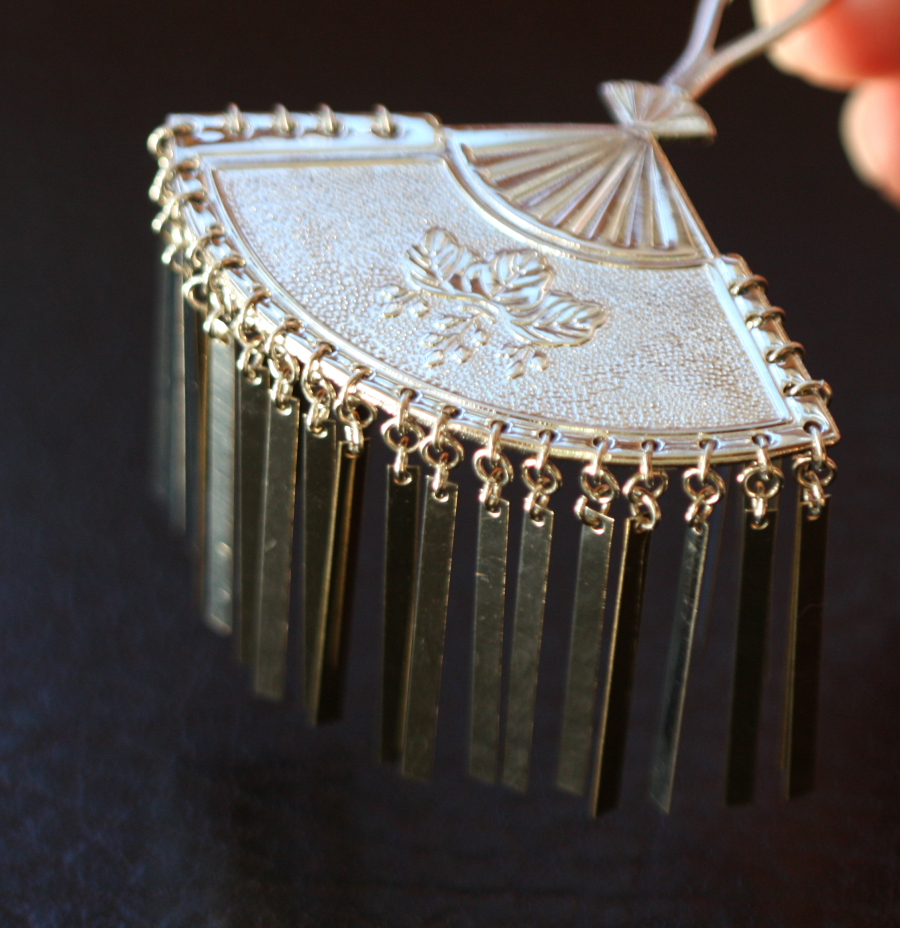
비라칸

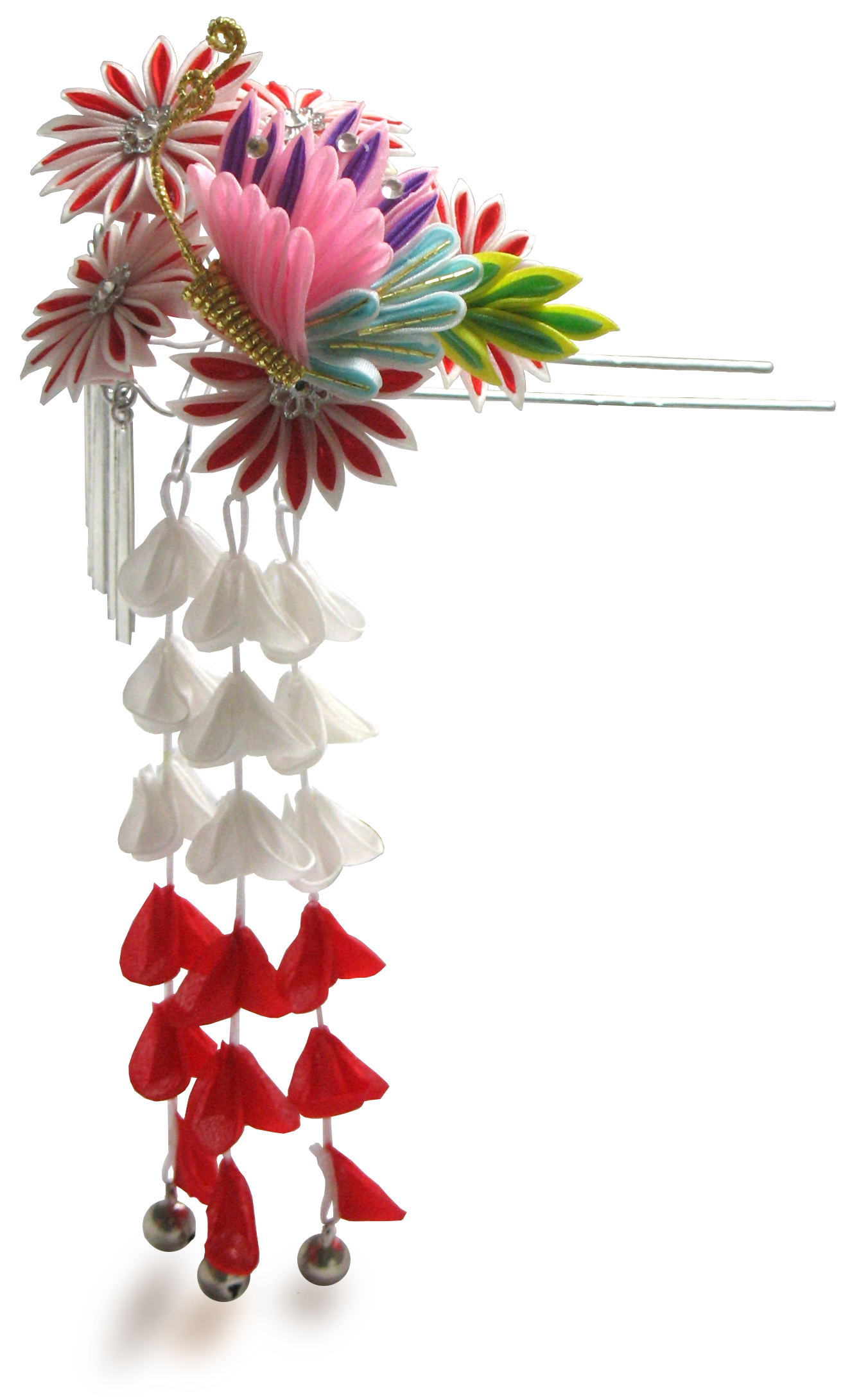
츠마미칸자시

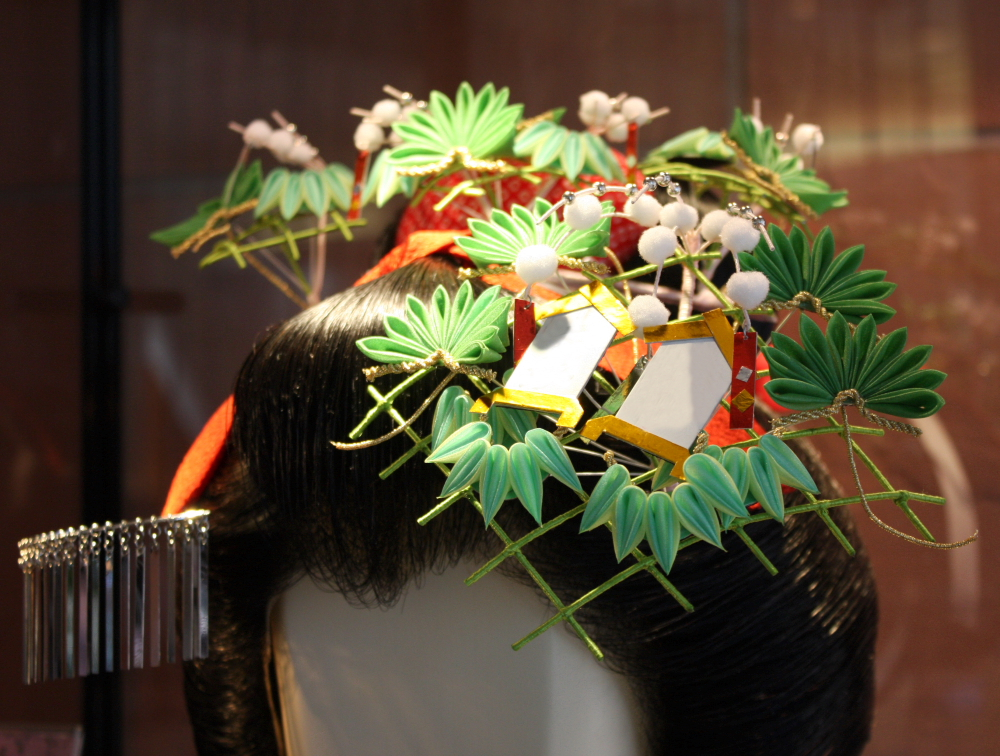
12월의 마네키칸자시

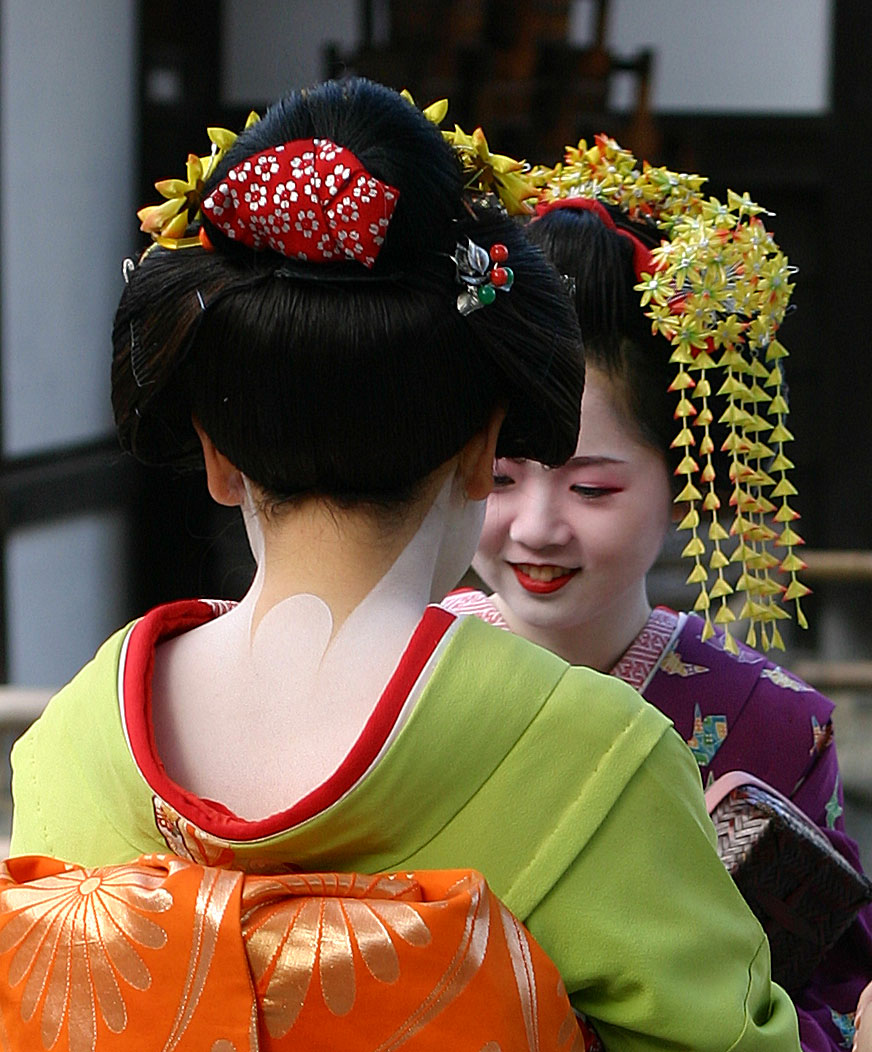
11월 단풍 하나칸자시

시대의 변화와 머리 모양에 따라 다양한 비녀가 만들어져왔다. 계절별 꽃과 사물의 배합 뿐만 아니라, 전통에 기초한 복잡한 약속사가 존재한다. 마이코나 한교쿠가 달마다 머리에 꽂는 12개월짜리 츠마미칸자시(하나칸자시)는 두드러진 예이다. 자세한 것은 다음 항에서.
히라우치칸자시(平打簪)
납작한 원형 장식에 1개 또는 2개의 발이 달린 것. 끝에는 귀이개가 달려있다. 무가 여성들이 즐겨 착용한 은제 혹은 다른 금속에 은을 도금한 것은 특히 긴히라(銀平)라고도 한다. 예전에는 평평하게 늘린 금속부터 꺼냈다. 무가의 여성이라면 자신의 가몬을 넣었지만, 에도 후기 게이샤들 사이에서는 자신의 문장이 아니라 정절을 맹세한 마음을 가진 사람의 가몬을 넣는 것이 유행했다고 한다. 목제나 별갑제, 현대에는 플라스틱제 등 다양한 소재로 제작되었다.
타마노칸자시(玉簪)
가장 대중적인 칸자시로, 귀이개가 달린 비녀에 구슬 하나를 꽂아 놓기만 하면 된다. 당초 실용적이었던 귀이개는 그 후 디자인으로 남게되었다. 장식용 구슬에는 여러 가지가 사용되었다. 산호, 마노, 비취, 별갑, 상아, 막부 말기 경에는 귀야망(유리), 다이쇼 시기에는 셀룰로이드 등도 등장하였다. 칸자시의 다리도 한개인 것과 두개인 것이 있다. 교토의 화류계에서는 평상시에는 산호옥을 꽂고, 비취옥은 여름에 사용하는 관례가 있다. 구슬일 클 수록 젊은이용이다.
치리칸(チリカン)
게이샤들 등이 마에젠으로 사용하는 금속제 칸자시 중 하나이다. 머리의 장식부분이 스프링으로 지탱되어 있어, 흔들거리는 것이 특징이다. 장식이 흔들리고 맞닿으면 치리치리 소리를 낸다 하여 이 이름이 되었다. 장식 아래쪽에는 길쭉한 판자 모양의 비라가 내려져 있다.
비라칸(ビラカン)
부채(扇, 오우기), 히메카타(姫型)라고도 불리는 금속제 칸자시이다. 머리 부분이 부채처럼 생긴 것이나, 둥근 모양의 칸자시가 있고, 가몬이 새겨져있다. 머리의 평평한 부분 주위에 빙글빙글 길쭉한 판자 모양의 비라가 내려져 있다. 귀이개가 없는 히라우치에 비라를 붙인 것 같은 형상이다. 현대의 마이코도 이것을 사용하며 (게이샤가 되면 사용하지 않는다) 앞에 꽂는 칸자시이다. 이 경우, 오른쪽 관자놀이 주변에 비라칸, 왼쪽에는 츠마미칸자시를 꽂는다
마츠바칸자시(松葉簪)
주로 별갑 등을 사용한 심플한 칸자시로, 전체 형태가 솔잎처럼 생겼다. 간토 (요시와라)의 타유의 칸자시 세트 안에도 포함된다.
요시쵸(吉丁)
이른바 귀이개뿐인 가늘고 긴 칸자시. 명칭의 유래는 니혼바시요시쵸 (현재의 닌교쵸 일부)의 게이샤들이 사용했기 때문이라고도 하지만 확실하지 않다. 소재도 금속제, 별갑이 주를 이루었다. 현재는 금속이나 플라스틱제의 것이 많다. 기혼 여성 등은 왼쪽 관자놀이 부근에 1개, 심플하게 꽂는다. 게이샤가 2개 이상의 착용을 불허한 반면, 유녀는 많은 요시쵸를 머리에 착용한 것으로 구분할 수 있다. 표면에 새긴 것이나 장식이 달린 것도 많이 있지만, 당초 실용적이었던 귀이개는 그 후 디자인으로 남아있다. 덧붙여서 그 귀이개의 형상에 대해서 간토에서는 원형, 간사이에서는 각진 모양의 것을 사용했다고 여겨진다.
비라비라칸자시(びらびら簪)
에도 시대 (간세이 연간)에 등장한 미혼 여성을 위한 칸자시이다. 몸체에서 쇠사슬이 여러 개 내려와 있고, 그 끝에 나비와 새 등의 장식물이 내려와 있는 화려한 칸자시이다. 부유한 상인의 딸 등이 사용한 것으로, 기혼자나 약혼을 한 사람들은 사용하지 않았다. 덴포 2년에서 3년 경에는 케이한의 부유한 가정의 젊은 자녀들 사이에서 쇠사슬을 7ㆍ9줄 늘어뜨린 끝에 유리 장식물을 내린 호화타입이 인기를 누렸다고 기록되어 있다. 본격적으로 보급된 것은 메이지 이후이다. 왼쪽 관자놀이 부근에 꽂는 용도로 사용했다.
츠마미칸자시(つまみかんざし)
「#츠마미칸자시ㆍ하나칸자시」도 참조
천을 작게 자른 것을 접고 대나무 핀셋으로 집어서 풀을 묻혀 바탕에 붙히고 여려 겹을  겹쳐 꽃을 표현한다. 이것을 정리하여 비녀로 만든 것을 츠마미칸자시라고 한다. 대부분 꽃을 모티브로 하고 있어 "하나칸자시"라고도 한다. 천은 비단이 기본으로, 과거에는 장인이 직접 염색부터 했다. 헝겊으로 만들어진 것이라 옛것은 남기 어렵다. 그 근처도 꽃답다고 할 수 있다. 현대에는 마이코들이 사용하는 것 외에 아이들의 시치고산 장식으로 쓰이는 경우가 많다. 소녀들이 사용한다.
카노코토메(鹿の子留)
테가라 (마게를 누르거나 꾸미기 위한 천, 카노코시보리를 채색한 치리멘이 주로 사용됨)을 고정시키는데 쓰이는 짧은 칸자시이다. 일반적인 칸자시와는 반대로, 장식부분에 대해 머리에 꽂는 부분이 수직으로 붙어있다. 마이코가 사용하는 것으로, 세밀한 세공의 은제나 백금 받침대에 비취나 호박 등의 보석을 장식하거나 칠보를 하는 등 매우 비싼 예술품이다. 마이코가 직접 구힙하는 것이라기보다, 인기 손님의 선물인 경우가 많은데, 어느 족이는 그들의 인기나 단골손님의 확실성 등을 나타내는 바로미터로 간주된다. 마이코에서도 연소자의 머리모양인 와레시노부에서 사용되었으며, 2곳의 몸체 돌기부가 마게를 지탱하는 구조이다. 와레시노부 마게의 중심에 장착한다.
이치도메(位置留)
"하시노케(橋の毛)"라고 불리는 헤어피스를 고정하기 위한 아주 짧은 칸자시
쿠스다마(薬玉)
츠마미칸자시의 한 종류로, 포목제 (원래는 비단) 꽃잎으로 만든 쿠스다마 모양의 장식이 달린 칸자시이다. 10대 소녀가 썼다.
타테사시(立挿し)
빈(鬢)에 세로로 꽂는 비녀. 시침이 길다. 부채를 본뜬 여름용 오우기칸자시 등이 유명하다. 빈을 내밀게 된 에도 중기 이후의 것이다.
료텐노칸자시(両天簪)
칸자시 몸체 양 끝에 짝을 이루는 장식이 달린 형태. 장식은 가몬이나 꽃 등이 대부분으로 꽤 부유한 가정의 젊은 여성이나 소녀가 주로 이용하였다.
은제 아오이칸자시(銀製葵簪)
덴포 7년ㆍ8년 경의 에도에서 유행한 칸자시. 은의 히라우치와 작은 두 잎의 아오이를 본뜬 심플하면서도 사랑스러운 디자인으로 미혼의 젊은 여성부터 젊은 유녀까지 이용되었다.
무사시노칸자시(武蔵野簪)
덴포 11년에서 12년 사이에 유행한 진기한 칸자시. 본체는 대나무로, 새의 날개를 장식에 사용했다. 사용자는 미혼의 젊은 여성부터 젊은 유녀까지 이르는데, 주된 재질이 대나무와 새의 날개뿐인 무뚝뚝함때문인지 일반적으로 애용되던 은제 비녀처럼은 가지 않고, 사소한 이벤트 등에서 장난으로 꽂는 것이었다. 무사시노 명칭의 유래는 불분명하지만 새의 날개를 참억새로 본 것으로 추정된다
에도 긴칸자시(江戸銀簪)
에도 시대 중기 후반부터 메이지 시대까지 에도(도쿄)에서 널리 애용되었던 은제로, 4촌 (12cm) 전후의 짦은 칸자시. 초기의 유형은 길게는 5촌 (15cm)에서 6촌 (18cm)이었으나, 에도 후기에 들어서면서 짧은 것이 주류가 되었다. 대부분은 교쿠노칸자시로 장식에는 산호나 사금석 구슬이나 표주박 등을 장식하는 것이 많다. 또한, 카자리칸자시(飾り簪)라고도 불리는 히라우치칸자시와 같은 기법으로, 모티브로 취향을 맞춘 것도 있고, 우아한 화조풍월에 그치지 않고, 가마나 부채 등 가까이에 있는 기물이나 야채나 작은 동물 등도 모티브가 되었다. 꾸며져 있지 않은 것도 포함된다. 본체는 은빗 무구가 보통이지만, 에도 시대 후기에는 카미가타풍의 금도금을 한 것도 등장했다.밑의 절반은 은으로 보이는 부분에는 적동에 금상감을 입힌 화려한 것도 있었다. 긴칸자시라고 하지만, 놋쇠나 쇠 같은 비금속을 이용한 것도 포함되지만, 은만큼 일반적이지 않다. 예전에는 나름대로 널리 이용되던 놋쇠로 많은 에도 시대 후기가 되면 촌스러움으로 미움받았고, 에도에 거주 하고 있으면 가난한 가정의 부녀자라 할지라도 머리에 꽂지 않았다고 한다. 놋비녀는 주로 시골에서 막 돈벌이를 나온 젊고 가난한 여성들이 사용했다. 반대로 철로 만든 칸자시는 일류 장인의 손길이 들어간 세공에 공들인 것이라면 오히려 은보다 차분한 빛이 세련되어 멋을 좋아하는 게이샤에게 대접받았다.

### 츠마미칸자시ㆍ하나칸자시
약간 특수한 칸자시로는 교토의 마이코나 도쿄의 한교쿠가 꽂는 츠마미칸자시 (하나칸자시)가 있다. 꽃은 비단 하부타에나 미즈히키 세공으로 만든 화려한 것으로, 마이코가 꽂는 하나칸자시는 달마다 정해져 있어, 사계절의 변화를 표현하고, 그 마이코의 예력(芸歴)과 취미를 반영한다. 마이코가 된지 1년 미만은 꽃 하나하나가 작고, 비녀 밑에 늘어지는 부라(ぶら)가 붙어있는데, 2년차 이후에는 부라가 빠진다. 나이가 많을수록 꽃의 한도가  크게 흔들리는 경향이 있다. 현재 마이코용 칸자시는 교토 야사카 신사 인근의 "킨타케도" 등 여러 곳이 만들고 있다.
- 1월 : 쇼치쿠바이 또는 하고이타, 물레, 칸기쿠 등. 정월 (교토의 카가이에서는 15일까지)은 「벼이삭과 비둘기」를 마이코는 마게의 오른쪽에, 게이샤는 왼쪽에 단다. 학이나 거북 등을 곁들이기도 한다. 비둘기의 눈을 좋아하는 사람이 그려주면 사랑이 성취된다고 전해진다.
- 2월 : 매화 (나비나 매듭을 곁들이기도)나 그 밖의 절분의 도깨비에 꽂는 쿠스다마, 바람개비 등도 있다 (다른 것으로는 수선화를 꽂기도 한다)
- 3월 : 유채꽃 (나비를 곁들이기도), 다른 것으로는 수선화, 복숭아, 모란을 꽂기도 한다
- 4월 : 벚꽃 또는 五郎蝶
- 5월 : 등 또는 붓꽃
- 6월 : 버드나무 (패랭이꽃이 추가되어있기도 함) 또는 수국
- 7월 : 둥글부채 - 기온마츠리 기간 (중의 7월 10일 경 ~ 24일)에 다는 오마츠리
- 8월 : 참억새 또는 나팔꽃
- 9월 : 도라지 또는 싸리
- 10월 : 국화
- 11월 : 단풍 또는 은행나무
- 12월 : 마네키 (가부키 배우 등이 이름을 쓰는 나무 간판) (여기에 모치바나 장식이 붙어 있는 것도 있음)

안견세공연 때 대기실을 찾아가 인기 배우에게 칸자시에 "마네키"에 이름을 넣어달라고 하는 관습이 있다.
또, 스모 관전 때 "군배형(軍配形)"의 칸자시를 꽂기도 한다. 이것도 마네키와 같이 입행사에게 이름 등을 써달라고 한다.

## 머리 각 부분에 꽂는 칸자시의 명칭

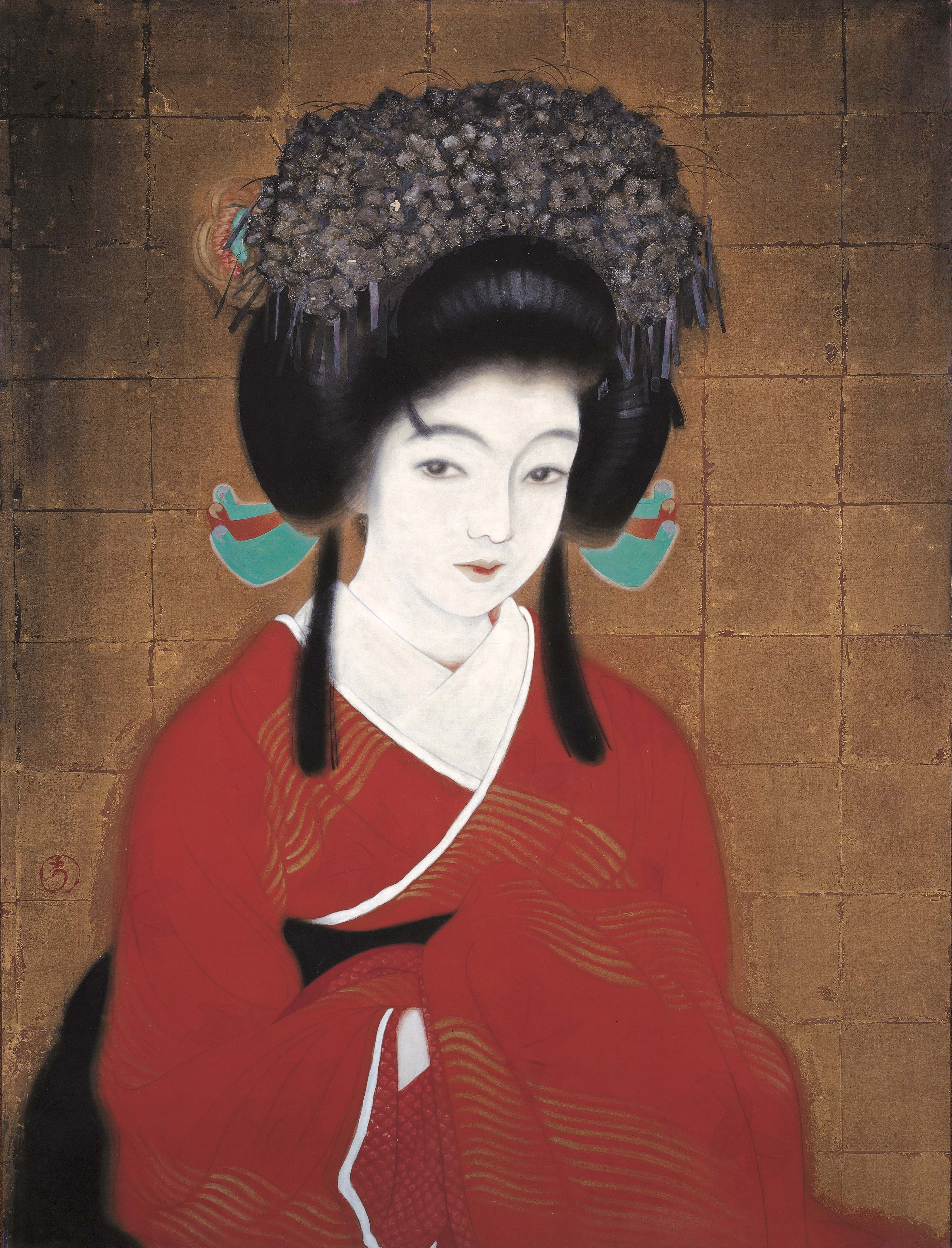
「하나칸자시의 여자」 야마카와 슈호필 (여성의 하나칸자시가 '히메사시' 옆으로 늘어뜨린 머리가 애교머리

마에자시(前挿し)
앞머리 양 옆 (좌우 관자놀이 주변)에 꽃는 칸자시. 비라칸자시, 작은 하나칸자시 등 취미적인 소형 칸자시를 사용하지만, 실제로 꽂는 겇은 소녀나 마이코 등이 대부분이다. 와레시노부나 오후쿠마게 등 소녀 대상 마게에서 흔히 볼 수 있다. 간사이 등 일부 시역에서는 이를 요코사시(横挿し)라 부르고, 마게의 앞, 빗을 꽃는 위치를 장식하는 요코나가노칸자시(横長の簪)라 부른다.
타테사시(立挿し)
빈마도(鬢窓, 빈의 윗부분)에 세워 꽂는 것
마게사시(髷挿し)
마게사시마게의 앞면 뿌리 부분에 꽂는 칸자시. 히라우치칸자시, 교쿠노칸자시, 히메사시, 카자리칸자시 등을 사용하여 가장 일반적인 비녀 장식 위치. 거의 모든 니혼가미에서 볼 수 있다. 코가이를 여기에 통과시킬 때는 나카사시(中挿し)라고 부른다
이치도메(位置留)
마게 위에 장착하는 하시노케(橋の毛, 길쭉한 헤어피스)를 고정하는 것
네사시(根挿し)
마게 뒤쪽 뿌리에 꽂는 칸자시. 코가이나 히라우치칸자시 등을 사용하여 현재 가장 볼 기회가 없는 위치이다. 이쵸가에시나 삿코 등에서 불 수 있다.

## 근현대의 칸자시
메이지 이후 서양식 머리 유행으로, 칸자시도 서양식 형태가 나타났다.
다이쇼 초기에는 소쿠하츠가 유행하여 서양식 소쿠하츠용 비녀가 널리 이용되었다.
현대에는 일본식이면서도 옷 등에도 어울리는 디자인이 많다. 장미나 서양란 등 서양꽃의 조화가 붙은 것, 플라스틱제의 쥬얼 파츠(유리나 플라스틱제의 모조보석)등을 조합한 것 등 새로운 취향의 상품에 더해, 옛날 그대로의 유리구슬 등의 인기도 높다.

## 풍속ㆍ문학 상의 칸자시
헤이안 시대의 『겐지모노가타리』에는 카자시(かざし), 칸자시(かんざし) 라고 하는 말이 몇번 등장하는데, 이것은 挿頭 (의식 등을 할 때, 참가자가 머리에 갖다 대는 식물을 말하는 것) , 髪ざし, (머리의 모습)의 것, 또 머리 장식의 髪挿し는 머리 올림의 등으로 앞이마에 꽂는 빗을 가리키므로 혼동해서는 안된다. 簪는 관의 코지(巾子)의 뿌리에 끼워 넣어 관을 막는 것으로 당연히 남성용이다.
아내를 겸손하게 일컫는 말인 형처(荊妻)는 가난해서 비녀를 사지 못하고 가시나무 가지로 머리를 묶는 듯한 초라한 아내라는 뜻이다. 중국 4대 미녀 중 한명인 서시는 원래 장작팔이의 딸로, 나무 비녀와 허름한 치마 차림으로 강에서 빨래를 하던 모습을 발견했다고 한다. 비록 가난하지만 머리를 묶는 비녀는 여성에게 최소한의 필수품이었다.
중국어 본래의 "簪"는 두보의 백두 긁으면 더욱 짧고, 혼융된 칸자시를 이길 수 있기를 바라는 시구에서 보듯이 남성 관인들이 관을 멈추기 위해 사용한 것으로, 백거이의 장한가의 라스트 씬에서 등장하는 양귀비의 금"비녀는" 비녀(釵)이다. 叉라는 글자를 포함하는 데서 알 수 있듯이, 시침은 두자루가 있고, 영이 된 양귀비는 추억의 머리 장식을 두동강 내, 현세에 남겨진 황제에게 보내 영원한 사랑을 맹세한다.
에도 시대의 쇼군이나 다이묘의 침소에서는 여성은 보통 머리를 내리고 있다. 별로, 고풍에 순종한 것이 아니라 암살 방지를 위한 방책이었다. 칸자시도 훌륭한 무기이기 때문에 당연히 몸에 지닌 채 침소에 들어가는 것은 허용되지 않았다.
무기로서의 칸자시는, 류큐고무술에서 사용되고 있는 지퍼(ジーファー)라고 불리는 칸자시이다. 류큐에서는 남자와 여자 모두 칸자시를 하고 있어, 여성이 유일하게 사용할 수 있는 무기이다. 사용법으로는 습격당했을 때, 지퍼를 상대에게 찔러 상대방이 움츠러든 틈을 타 달아나는 것이 대부분이지만, 잘 보이지 않아 암살용으로도 사용되었다. 본토에서도 에도 시대 초기 카미가타에서는 놋쇠 등으로 제작되었던 칸자시가, 에도의 무가 계급에서는 좀 더 단단한 금속으로 바뀐 것도 호신무기로서의 효과를 노렸기 때문이다. 후루카와 야나기는 "칸자시도 거꾸로 들면 무섭다"라고 했다.
에도 시대도 후기가 되자, 전쟁도 없이 태평성대가 길게 이어지고 있었다. 자연히 상업 중심의 세상이 되면서 상가의 재력은 커지고, 서민들도 다양한 오락품을 손에 넣을 수 있게 된다. 그 결과, 빗이나 칸자시를 머리에 장식하는 여성들도 늘어났다. 그런 일반인과의 차이를 보여주기 위해서인지, 최고급 유녀인 타유급은 빗은 3장, 칸자시, 코가이를 합쳐 20개나 되는 별갑제 머리 장식을 달기까지 했다. 현란하고 화려한 머리장식은 '목에서 위의 가치는 집 한채'라고 불리며 반기는 손님들의 선물이었다. 별갑에서도 반투명한 노란색으로 얼룩이 없는 것이 가장 고가이며, 그 부분의 것을 특히 시로(白), 시로코(白甲)라고 부른다.
덧붙여서, 타유용의 세팅은 에도의 요시와라풍이라면 빗 3장, 교쿠노칸자시와 솔입을 각 2개씩, 코가이 (금속막대) 1개, 요시쵸를 12개이다 (이 밖에 마게 뒤에 붙히는 띠 장식 등이 있다. 교토의 시마바라풍이라면 빗 3개, 코가이 (금속막대) 1개, 히라우치 6~12개, 길게 내린 비라비라칸자시 2개, 하나칸자시 1개, 카츠야마 (츠마미칸자시가 큰것) 등이 된다 (이 외에 마게 주위에 붙히는 사람도 있다)
여담이지만, 에도의 리키시 중에는 화제성을 노려, 유녀처럼 두장의 빗을 착용한 괴짜도 있었다고 한다.

## 같이 보기
- 코가이, 쿠시
- 칸자시 (영화) : 1941년 쇼치쿠 영화, 시미즈 히로시 감독
- 니혼가미
- 카자리 장인의 히데 : 필살 시리즈의 등장인물. 칸자시를 무기로 썼다.